# Altes Dorf (Hildesheim)
Altes Dorf war die Bezeichnung der ältesten Siedlung im Gebiet der heutigen Stadt und höchstwahrscheinlich der ursprüngliche Träger des Namens Hildesheim. Die später gegründete Stadt übernahm den Namen.
Das Alte Dorf lag wahrscheinlich in der Gegend, in der heute das nördlichste Gleis des Hildesheimer Hauptbahnhofs verläuft.
Seine erste urkundliche Erwähnung als „Aldendorp“ datiert aus dem Jahr 1135. Um 1224 war der Ort wahrscheinlich noch bewohnt, im 14. und 15. Jahrhundert lag die Stätte öde oder wurde für Gärten genutzt. Auf dem in der Nähe der Butterbornquelle gelegenen Dorfplatz hielt noch Ende des 13. Jahrhunderts ein bischöflicher Vogt Gericht auch für die umliegenden Ortschaften. Noch im 14. Jahrhundert hatten die Hildesheimer Bischöfe in der Flur dieses Dorfes erheblichen Grundbesitz. Während des Dreißigjährigen Krieges setzte man im November 1625 als Verteidigungsmaßnahme die Gegend durch Verstopfen der Ortsschlumpquelle unter Wasser.
An das Alte Dorf erinnert die Straße gleichen Namens, welche hinter dem Hauptbahnhof parallel zu den Gleisen verläuft. Allerdings wurde sie 1894 etwas nach Norden verlegt, um Platz für die Erweiterung des Hauptbahnhofs um ein viertes Gleis zu schaffen.